# Pirinççi, Eyüp
Pirinççi là một xã thuộc huyện Eyüp, tỉnh Istanbul, Thổ Nhĩ Kỳ. Dân số thời điểm năm 2010 là 3.832 người.